# Аркрайт (Нью-Йорк)
Аркрайт (англ. Arkwright) — місто (англ. town) в США, в окрузі Чотоква штату Нью-Йорк. Населення — 1008 осіб (2020).

## Демографія
Згідно з переписом 2010 року, у місті мешкала 1061 особа в 439 домогосподарствах у складі 317 родин. Було 539 помешкань
Расовий склад населення:
| - 98,4 % — білих - 0,4 % — чорних або афроамериканців - 0,2 % — корінних американців - 0,2 % — азіатів |

До двох чи більше рас належало 0,6 %. Частка іспаномовних становила 2,5 % від усіх жителів.
За віковим діапазоном населення розподілялося таким чином: 18,0 % — особи молодші 18 років, 68,9 % — особи у віці 18—64 років, 13,1 % — особи у віці 65 років та старші. Медіана віку мешканця становила 47,7 року. На 100 осіб жіночої статі у місті припадало 108,4 чоловіків;  на 100 жінок у віці від 18 років та старших — 109,1 чоловіків також старших 18 років.
Середній дохід на одне домашнє господарство  становив 66 448 доларів США (медіана — 59 167), а середній дохід на одну сім'ю — 75 858 доларів (медіана — 70 865). Медіана доходів становила 60 461 долар для чоловіків та 34 844 долари для жінок. За межею бідності перебувало 12,1 % осіб, у тому числі 7,2 % дітей у віці до 18 років та 15,5 % осіб у віці 65 років та старших.
Цивільне працевлаштоване населення становило 529 осіб. Основні галузі зайнятості: освіта, охорона здоров'я та соціальна допомога — 21,9 %, виробництво — 19,3 %, публічна адміністрація — 11,5 %, мистецтво, розваги та відпочинок — 8,3 %.